# De schaakpartij (schilderij)
De schaakpartij is een schilderij uit 1843 van Jean-Henri Marlet (ca. 1773–1849) dat de 19e partij van het officieuze schaakwereldkampioenschap tussen Staunton en Saint-Amant in Café de la Régence, Parijs, uitbeeldt.

## Achtergrond
Het schilderij toont de 19e partij in een wedstrijd tussen Howard Staunton and Pierre Charles Fourrier de Saint-Amant (1800-1872) die plaatsvond op 16 december 1843.
In de zomer voorafgaand aan deze wedstrijd won Saint-Amant de wedstrijd tegen Staunton in Londen en hij werd hiermee erkend als de sterkste schaker ter wereld. Staunton daagde hem toen uit voor een returnwedstrijd in november-december dat jaar. Staunton won deze wedstrijd van 21 partijen uiteindelijk met 11 winstpartijen, 6 verliezen en 4 remises. Staunton nam hiermee officieus de titel van sterkste speler in de wereld over. Het zou bovendien het einde van de Franse suprematie in de schaakwereld betekenen.
Saint-Amant had de opdracht dit schilderij te maken voor een prijs van 500 Franse francs aan Marlet gegeven. Marlet schetste de scene ter plaatse voordat hij het schilderij in zijn atelier uitwerkte. De mensen die bij de wedstrijd aanwezig waren kwamen hiervoor in het atelier nog poseren.

## Beschrijving van het schilderij
Het schilderij toont een partij in de wedstrijd tussen Staunton (links) en Saint-Amant (rechts) gehouden in de zogenaamde Cercle des Echecs, ofwel de eerste verdieping van Café de la Régence in Parijs.
Onder het toeziend oog van borstbeelden van La Bourdonnais (links) en Philidor (rechts), zitten aan het schaakbord de spelers Howard Staunton (links) en Pierre-Charles Fournier de Saint-Amant (rechts). Links van Staunton zit zijn getuige Thomas Bryan. Rechts van Saint-Amant zitten de schrijver S. en Sasias, beiden getuigen voor Saint-Amant.
De toeschouwers kunnen gedeeltelijk geïdentificeerd worden op basis van analyses van de litho die later geproduceerd is.
Het schaakbord toont een fictieve positie die generlei overeenkomt met de posities die in de 19e schaakpartij zijn voorgekomen. 

### Varianten

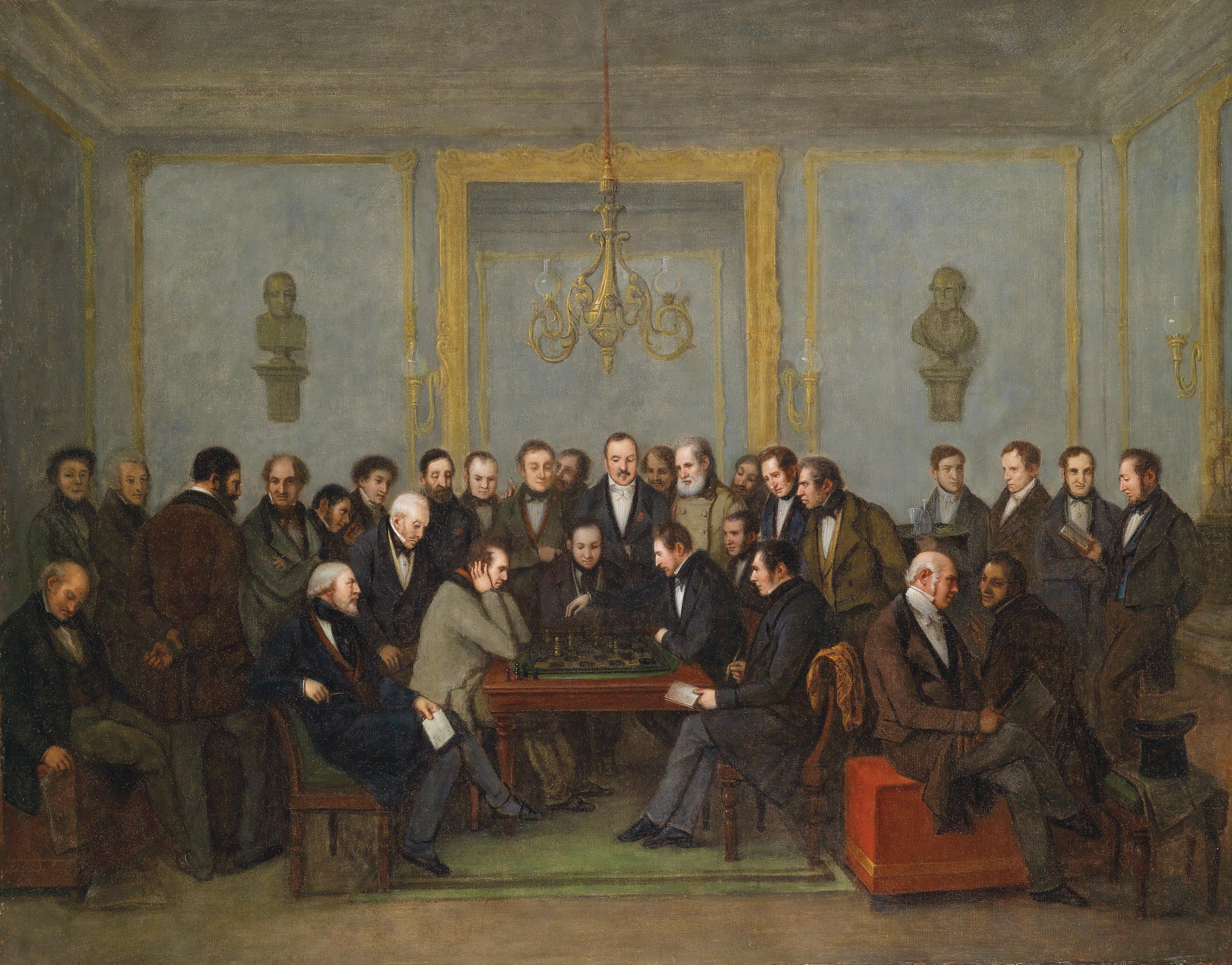
Variant met geblindeerd of trompe-l'oeil raam en kroonluchter.

Marlet zou meerdere versies van dit schilderij gemaakt hebben, die alleen in details van elkaar afwijken. Van de varianten die momenteel bekend zijn (zoals hiernaast afgebeeld) is echter niet met zekerheid vast te stellen of deze daadwerkelijk van Marlet zijn, of door een derde zijn geschilderd en er dus sprake zou zijn van vervalsing.
In de hier getoonde variant zijn dezelfde personen in ietwat andere poses te zien. Ook is het raam hier geblindeerd of als trompe-l'oeil afgebeeld. Voorts is er een kroonluchter te zien die niet in het eerste schilderij te zien is. 

## Litho

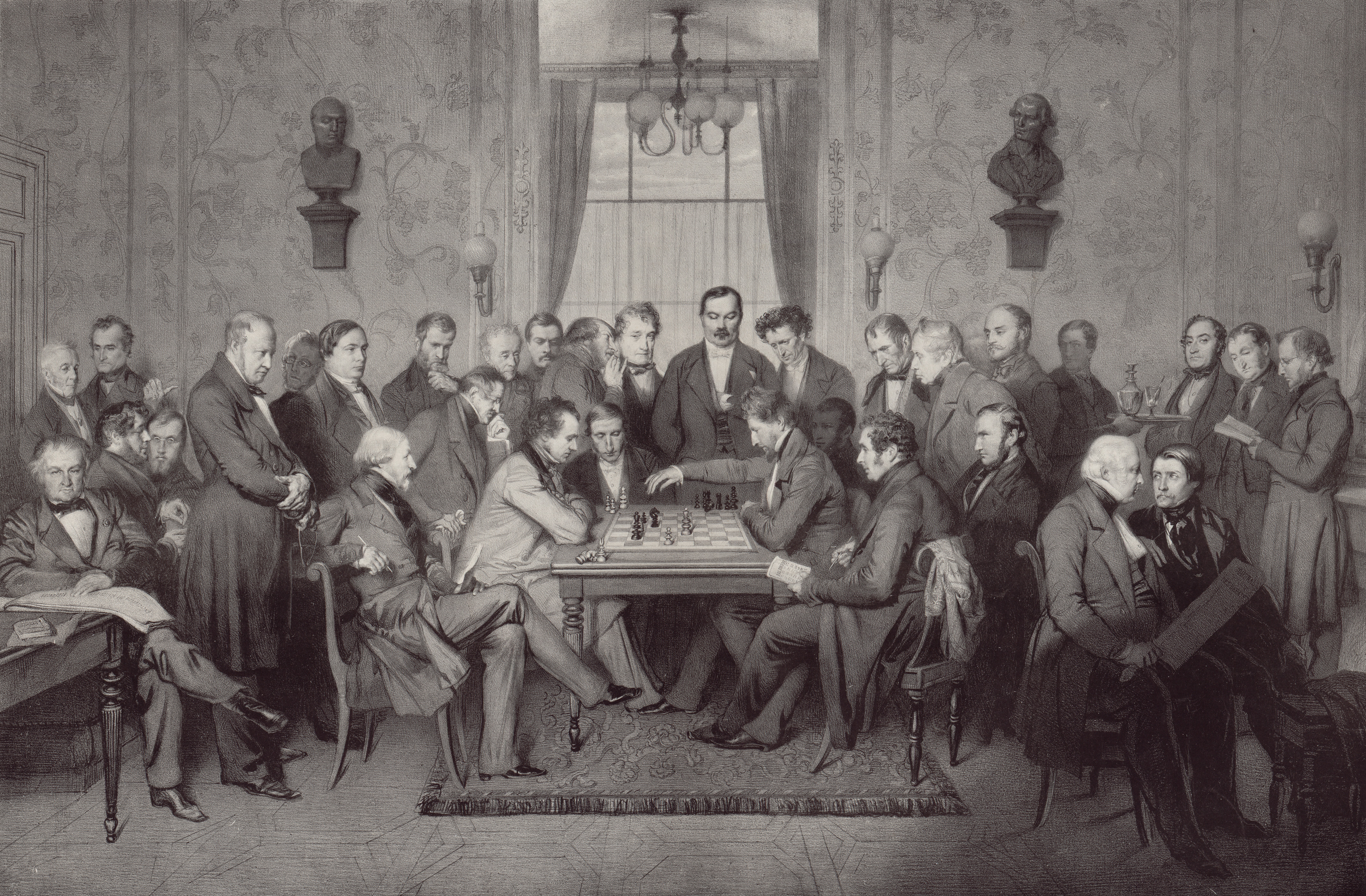
Laemleins lithografische interpretatie van Marlets originele schilderij.

In de veronderstelling dat hij met de koop van het schilderij alle rechten in handen had, vroeg Saint-Amant Alexandre Laemlein (1813-1871) (neef van Ignace Calvi en Aaron Alexandre, goede relaties met Saint-Amant) reproducties te maken, met de intentie de reproducties tevens op de Engelse markt te verkopen. Laemlein nam de opdracht aan, maar nam het niet zo nauw met de instructie een haarfijne kopie in litho te produceren: hij haalde drie personages uit het schilderij die hij niet relevant achtte en voegde zijn eigen gelijkenis toe (5e persoon van links).
Terwijl de spelers en hun getuigen in de litho overeenkomen met die in het oorspronkelijke schilderij, blijkt dat voor de overige personen nogal wat vrijheden gepermitteerd zijn door Laemlein. In Les Cahiers du CREB wordt een bijna sluitende identificatie gegeven van deze personen, die niet een op een in het oorspronkelijke schilderij terug te vinden te zijn.
Exclusief de eerdergenoemde spelers en getuigen zijn deze;
Zittend van links naar rechts: · Barthes de Marmorière · Charon · Niet in schilderij, maar toegevoegd in litho: Alexandre Laemlein. · Ignace Calvi · Dokter Laroche · Graaf Sobanski · Eugène Rousseau (New-Orleans)
Staand van links naar rechts: · Generaal Baker · Doazan · Niet geïdentificeerd in schilderij en weggelaten in litho · Saint-Elme Leduc · Generaal en graaf Duchaffault, voormalige voorzitter van de Cercle des Echecs · François-Jules Devinck · Niet geïdentificeerd in schilderij en weggelaten in litho. · Vuillermet · Dokter Berthet · Norbert Monget · Niet geidentificeerd · Kieseritzky (?) · Dizi, getuige voor Staunton · Generaal Guingret · Delaubier · Niet geïdentificeerd in schilderij en weggelaten in litho. · Chamouillet · Lemaître · Jules Grillenzoni, redacteur · François, ober van de Cercle des Echecs · Edouard Proux · De Barthès · Baron Alexis Dumesnil.
Ook wijzigde Laemlein de fictieve positie op het schaakbord in Marlets schilderij naar een positie die werkelijk in die partij is voorgekomen en wel die van wanneer Saint-Amant zijn 66e zet (Toren naar d7, schaak) afrondde.

## De 19e partij
Saint-Amant P., Staunton H., 19e partij gehouden op 16 december 1853. 
1.d4 d5 2.c4 dxc4 3.e3 e5 4.Bxc4 exd4 5.exd4 Bd6 6.Pf3 Pf6 7.h3 0–0 8.0–0 Pc6 9.Bg5 Be7 10.Pc3 Bf5 11.a3 Pe4 12.Be3 Bf6 13.Te1 Pd6 14.Ba2 h6 15.Da4 Pe7 16.Tad1 Pg6 17.Bc1 c6 18.Pe5 Dc7 19.g4 b5 20.Db4 Bc2 21.Td2 a5 22.Dc5 Bxe5 23.dxe5 Pb7 24.Pxb5 Pxc5 25.Pxc7 Pd3 26.Txd3 Bxd3 27.Pxa8 Txa8 28.f4 Te8 29.Td1 Be4 30.Td4 Bd5 31.Bxd5 cxd5 32. 32.Kf2 Tc8 33.Be3 Pe7 34.Ke2 Tb8 35.Bc1 Kf8 36.b4 Tb5 37.bxa5 Pc6 38.Ta4 Pxa5 39.Bd2 Pc6 40.Bb4+ Ke8 41.h4 g5 42.fxg5 hxg5 43.Ta8+ Kd7 44.h5 Pxb4 45.h6 Pc6 46.h7 Tb2+ 47.Kd3 Tb3+ 48.Kc2 Th3 49.h8D Txh8 50.Txh8 Pxe5 51.Kc3 Pxg4 52.Kd4 Pf6 53.Ke5 Ke7 54.a4 Pd7+ 55.Kf5 d4 56.a5 Pc5 57.Kxg5 d3 58.Kf4 d2 59.Th1 Kd7 60.Ke3 Kc6 61.Tb1 d1D 62.Txd1 Kb5 63.Td5 Kc6 64.Kd4 Pe6+ 65.Kc4 Kb7 66.Td7+
Dit is de positie dat op de litho getoond wordt.
66. ... Ka6 67.Txf7 Pd8 68.Tf5 Pc6 69.Tf6 Kb7 70.Kb5 Pa7+ 71.Kc5 Pc8 72.Th6 Pa7 73.a6+ Kb8 74.Th7 Pc8 75.Tb7+ Ka8 76.Kc6 Pa7+ 77.Kc7 Pc6 78.Kb6 Pb4 79.Td7 1-0.
De partij heeft negenenhalf uur geduurd.

## 70 jaar later

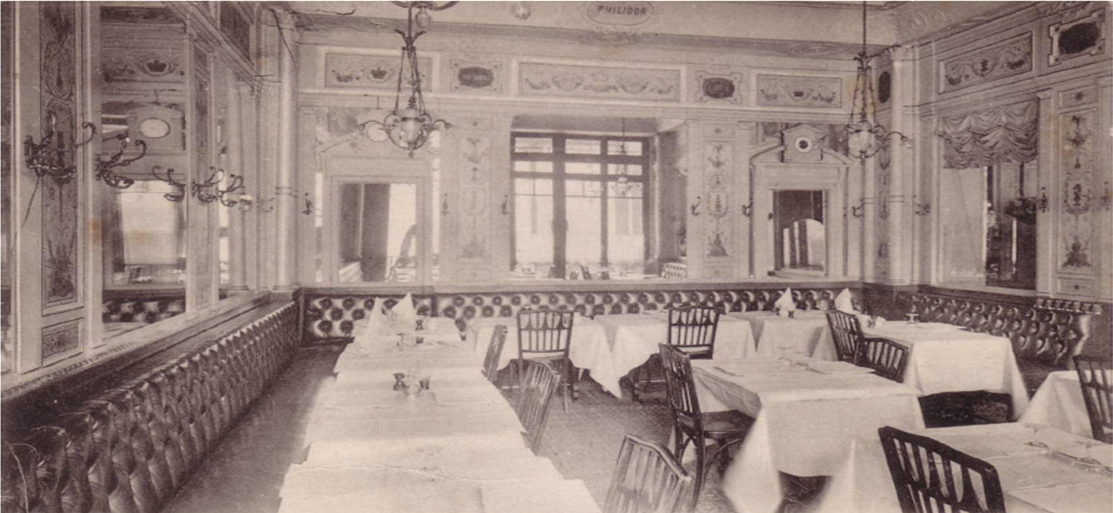
De eerste verdieping van café de la Régence anno 1906

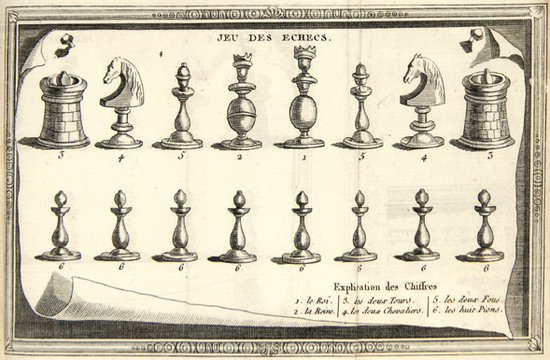
Régence (ookwel 'franse') schaakstukken, uit Philidor's L'analyse des Echecs (3e ed., 1792) zoals gebruikt in café de la Régence.

Een foto uit 1906, ruim 70 jaar later, toen de ruimte waar de wedstrijd heeft plaatsgevonden was omgebouwd tot restaurant laat nog sporen zien van wat ooit een heuse schaaktempel was. De borstbeelden zijn weg, maar de 'naamplaten' van Philidor en Labourdonnais in de carton pierre zijn nog zichtbaar, alsook het geschakeerde plafond en motieven van de Régence-style schaakstukken op de wanden.
Sinds 1975 heeft het gebouw echter een totaal andere functie gekregen en is niet bekend hoe de ruimte er sindsdien uitziet.

## Mysterie
Het schilderij van Marlet is in 2006 door Sotheby's verkocht voor 9600 pond. Waarschijnlijk was het een private koper, want sindsdien is onbekend waar het schilderij zich bevindt. De hier getoonde variant met kroonluchter en geblindeerd raam is vermoedelijk eveneens van Marlet en werd voor het laatst in 2015 in Berlijn gesignaleerd.